# Augusta Holmès
Augusta Mary Anne Holmès (París, 16 de desembre de 1847 - íd., 28 de gener de 1903) fou una compositora francesa de pares irlandesos. El 1871, Holmès va passar a ser ciutadana francesa i afegí l'accent al seu cognom. Al començament publicava amb el pseudònim Hermann Zenta.

## Formació
A Holmès, tot i demostrar un gran talent al piano, no la van acceptar per estudiar al Conservatori de París, però va estudiar al marge de qualsevol institució. Va desenvolupar el seu talent al piano amb una professora local, Mademoiselle Peyronnet, l'organista de la catedral de Versalles, Henri Lambert, i Hyacinthe Klosé, director de banda de la Garde Impériale i professor de clarinet al Conservatori de París. Va mostrar les seves composicions a Franz Liszt i entorn de 1876 va començar a estudiar amb César Franck.

## Obra
Holmès va escriure la majoria de les lletres per a les seves peces musicals: oratoris, corals, simfonies i l'òpera La Montagne Noire (La muntanya negra).
A la dècada de 1870 va compondre tres òperes: Astarté, Héro et Léandre i Lancelot du Lac, i tres simfonies dramàtiques: Orlando furioso i Lutèce. Es va guanyar la reputació de ser una compositora amb un programa de sentit polític, nacionalista, amb els seus poemes simfònics Irlande i Pologne. A Norah Greena presentava altre cop la lluita irlandesa per la independència al segle xviii.
El 1889, commemorant el centenari de la Revolució francesa, se li va encarregar una obra musical per a l'Exposició Universal, i compongué l'Ode Triomphale en l'honneur du centenaire de 1789, una obra que requeria 1.200 músics –una gran orquestra i un gran cor. S'estrenava l'11 de setembre de 1889 al Palau de les Indústries, amb un gran èxit.
La seva fama va traspassar fronteres: la ciutat de Florència li va encarregar d' escriure una partitura per a les cerimònies del sisè centenari de la mort de Béatrice Portinari, amor de Dante. L'Hymne à la paix va ser estrenat a Florència el maig de 1890.

## Estil musical
L'obra d'Holmès està constituïda per cantates, poemes simfònics, òperes, algunes obres per a piano sol i més de 100 cançons. L'admiració per l'obra de Wagner, que escoltà de molt jove, influí en la seva pròpia obra.
La Montagne Noire, escenificada el 1895, va ser de les poques òperes escrites per una dona que es va representar a París al segle XIX.
Tot i elogiada pels seus dots creatius, com moltes altres dones compositores de la seva època, ella també va ser criticada per traspassar la frontera que es considerava territori masculí. Així, Saint-Saëns, en una ressenya del poema simfònic d'Holmès, Les Argonautes, es va referir a la seva «excessiva virilitat –falla freqüent de les dones compositores– i l'orquestració extravagant en què el metall esclata com a focs artificials...»
Camille Saint-Saëns va escriure sobre Holmès al diari Harmonie et Mélodie: «Com els nens, les dones no tenen obstacles, i la seva força de voluntat trenca totes les barreres. Mademoiselle Holmès és una dona, una extremista.» Com altres dones compositores del segle xix –Fanny Mendelssohn o Clara Schumann–, Holmès va publicar algunes de les seves pimeres obres sota un pseudònim masculí, Hermann Zenta, perquè les dones de la societat europea d'aquella època no eren preses seriosament com a artistes i se les desanimava de publicar.

## Vida personal
Holmès no es va casar mai, però va viure amb el poeta Catulle Mendès, amb qui va tenir tres fills.

## Música

### Obres musicals
- Hero et Leandre, òpera
- Parmi les meules, per a veu i piano
- Triumphal Ode, per a cor de 900 cantants i orquestra de 300 músics

### Obres orquestrals
- Andromede, poema simfònic
- Irlande, poema simfònic
- La Nuit et l'Amour: Interlude de l'ode symphonique - Ludus pro Patria, poema simfònic
- Lutece, simfonia
- Ouverture pour une Comédie, poema simfònic

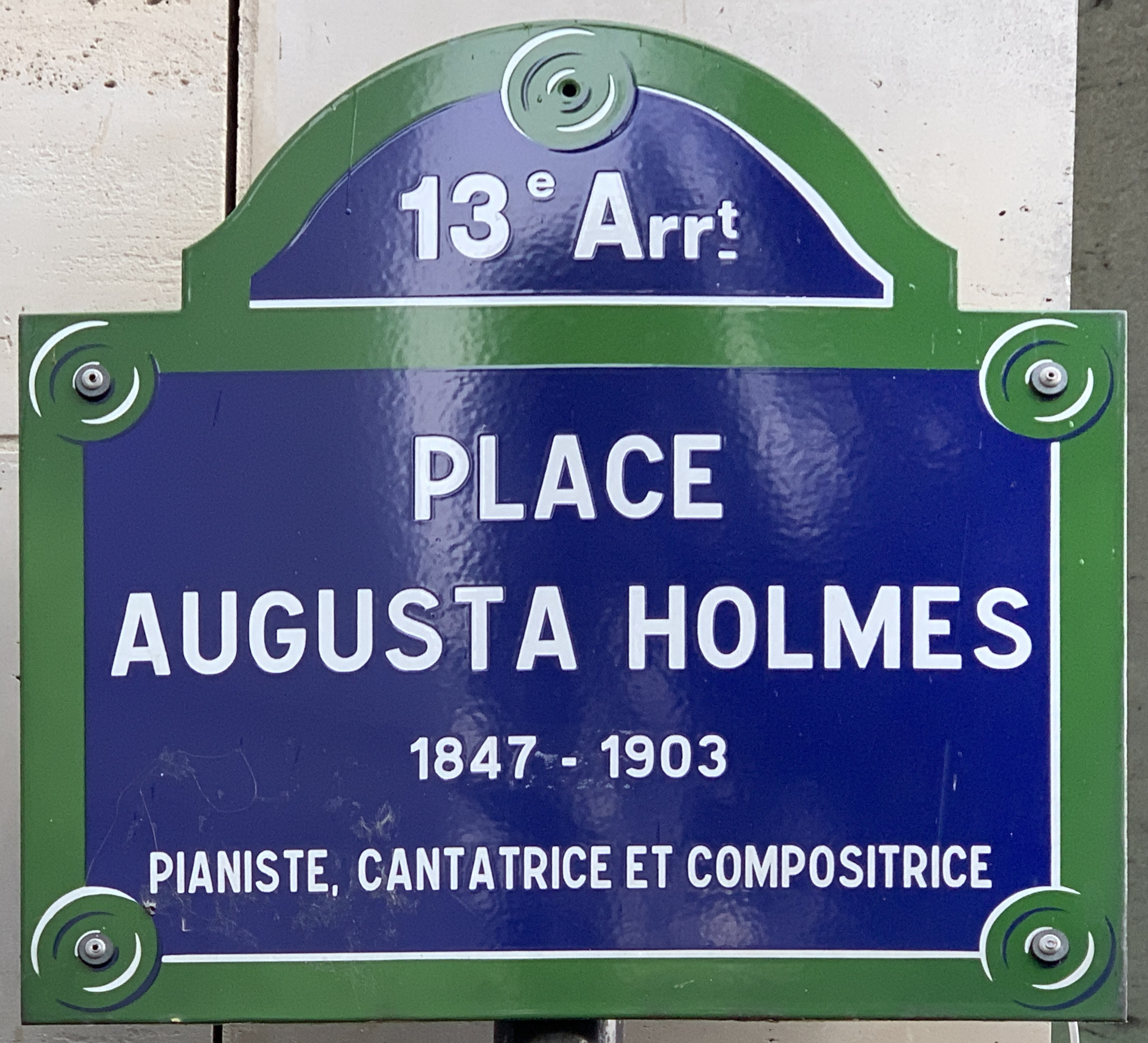

- Pologne, poema simfònic
- Trois anges sont Venus Ce Soir

## Reconeixement i memòria
A França, diversos hodònims honoren la seva memòria: la plaça Augusta Holmes de París, el carrer d'Augusta-Holmes, à Versailles, l'avinguda Augusta-Holmès, a Chelles o el passeig Augusta-Holmès a Nantes.